# Lidia Havriștiuc
Lidia Havriștiuc (n. 27 martie 1991, Suceava) este o jucătoare română de fotbal. În prezent joacă pentru Olimpia Cluj și pentru a echipa națională a României în calitate de apărător.

## Titluri

### Club
Olimpia Cluj
- Superliga română (1): 2015-16